# Radford (Wirginia)
Radford – niezależne miasto (city) w zachodniej części stanu Wirginia, w Stanach Zjednoczonych, położone u podnóża Pasma Błękitnego, nad rzeką New. Według spisu w 2020 roku liczy 16,1 tys. mieszkańców. Jest częścią obszaru metropolitalnego Blacksburga.
Początki osadnictwa na tym obszarze sięgają 1762 roku, gdy William Ingles otworzył w tym miejscu przeprawę promową przez rzekę New, dając początek osadzie nazwanej Ingles' Ferry. W 1854 roku dotarła tutaj linia kolejowa Virginia and Tennessee Railroad. W 1885 roku nastąpiło oficjalne założenie miasta Central City (nazwanego tak ze względu na położenie w połowie drogi z Lynchburga do Bristolu). Dwa lata później przemianowane zostało na Radford.
W mieście swoją siedzibę ma uczelnia Radford University.

## Demografia
Według spisu z 2000 roku miasto zamieszkuje 15 859 osób skupionych w 5809 gospodarstwach domowych, tworzących 2643 rodzin. Gęstość zaludnienia wynosi 623,5 osoby/km². W mieście znajdują się 6137 budynki mieszkalne, a ich gęstość występowania wynosi 241,3 mieszkania/km². Miasto zamieszkuje 88,21% stanowią osoby rasy białej, 8,10% Afroamerykanie, 0,25% rdzenni Amerykanie, 1,51% ludność wywodząca się z dwóch lub więcej ras. Hiszpanie lub Latynosi stanowią 1,16%.
W mieście jest 5809 gospodarstwa domowe, w których 18,8% stanowią dzieci poniżej 18 roku życia żyjących z rodzicami, 33,9% stanowią małżeństwa, 8,9% stanowią kobiety nie posiadające męża oraz 54,5% stanowią osoby samotne. 32,0% wszystkich gospodarstw domowych składa się z jednej osoby oraz 8,7% żyjących samotnie ma powyżej 65 roku życia. Średnia wielkość gospodarstwa domowego wynosi 2,25 osoby, natomiast rodziny 2,78 osoby.
Przedział wiekowy kształtuje się następująco: 12,9% stanowią osoby poniżej 18 roku życia, 44,0% stanowią osoby pomiędzy 18 a 24 rokiem życia, 19,6% stanowią osoby pomiędzy 25 a 44 rokiem życia, 14,3% stanowią osoby pomiędzy 45 a 64 rokiem życia oraz 9,2% stanowią osoby powyżej 65 roku życia. Średni wiek wynosi 23 lata. Na każde 100 kobiet przypada 83,5 mężczyzny. Na każde 100 kobiet powyżej 18 roku życia przypada 81,6 mężczyzn.
Średni dochód dla gospodarstwa domowego wynosi 24 654 dolarów, a dla rodziny wynosi 46 332 dolarów. Dochody mężczyzn wynoszą średnio 33 045 dolarów, a kobiet 22 298 dolarów. Średni dochód na osobę w mieście wynosi 14 289 dolarów. Około 6,9% rodzin i 31,4% populacji miasta żyje poniżej minimum socjalnego, z czego 10,8% jest poniżej 18 roku życia i 9,4% powyżej 65 roku życia.